# Ellisif Wesselová

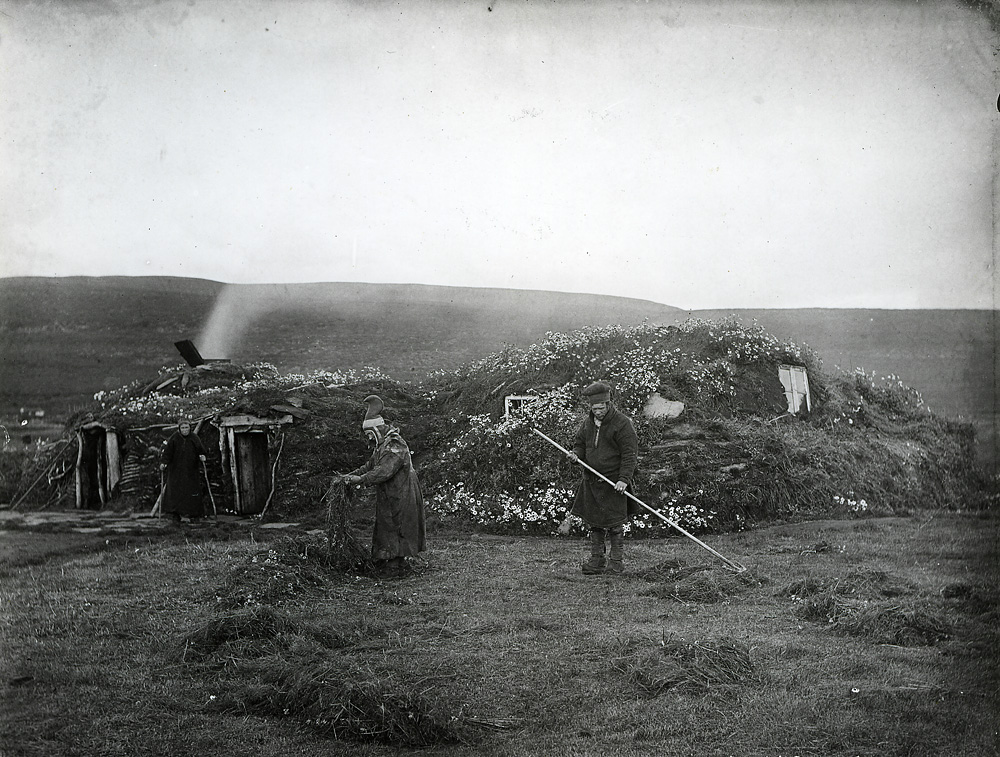
Dvě ženy a muž před společnou chýší, Høytørke. Vestre Jakobselv, farnost Nesseby, asi 1900.
Fotografie ze sbírky Preus museum

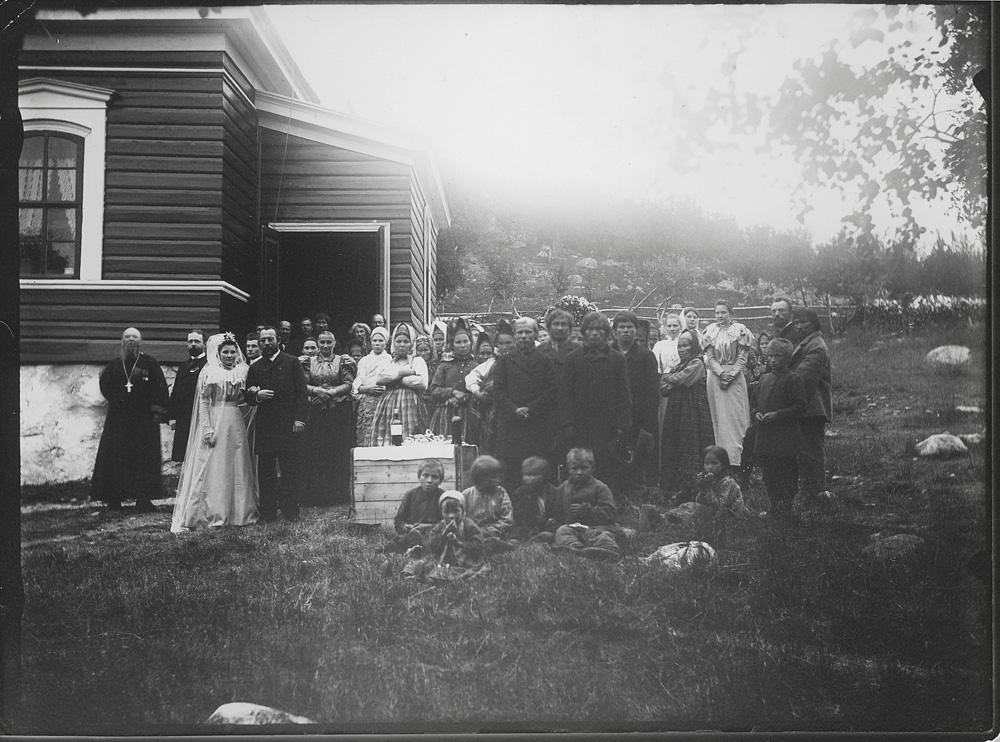
Skupinová fotografie ze svatby v Boris Gleb, na levé straně obrázku je kněz Tchecoldin, nevěsta je jeho dcera. Vpravo na obrázku je Andreas Wessel, asi 1897
Sbírka Preus museum

Ellisif Ranveig Wesselová, roz. Müllerová (nepřechýleně Ellisif Ranveig Wessel; 14. července 1866, Gausdal – 28. listopadu 1949), byla norská spisovatelka, fotografka, odborářka a politička za Labouristickou stranu.

## Životopis
Narodila se v Østre Gausdal jako dcera okresního lékaře Wilhelma Jacoba Müllera (1830–1909) a Hansiny Pauliny Rossové (1830–1907). Rodina se stěhovala třikrát, než jí bylo deset, ale v roce 1882 ukončila střední školu v Nissenu. V březnu 1886 si v Dovru vzala svého prvního bratrance Andrease Wessela (1858–1940), který čerstvě dokončil lékařské vzdělání. Pár se přestěhoval do oblasti Kirkenes, kde byl Wessel najat jako okresní lékař v Sør-Varangeru. Měli sedm dětí, ale všichni zemřeli mladí.

## Fotografie
Začala věnovat velké úsilí dokumentu, zejména jako fotografka scenérií a lidského života. Její dokumentace kultury Sámů, mimo jiné v knize Fra vor grændse mod Rusland z roku 1902, byla považována za „neocenitelnou“.
V letech 1895–1915 působila jako fotografka v Sør-Varangeru. Svou první fotografickou kameru získala jako svatební dar od Barbary Arbuthnott. V 19. století mnoho žen z lepších rodin pracovalo profesionálně jako fotografky a ve své době to bylo společensky přijato. Fotografie Ellisif Wesselové jsou jedinečnou dokumentací doby a oblasti, kde pracovalo jen málo dalších fotografů. Dokumentovala každodenní život, atmosférické krajiny, děti při hře, lidi při práci, místní tradiční kostýmní zvyky, velké i malé akce a cestopisy. To, co odlišuje její fotografie od méně kvalifikovaných fotografů, je technická kvalita fotografií a kompozice, což jsou prvky, které jí dodávají profesionální a uměleckou kvalitu. Nejaktivnější období bylo na přelomu století. Po roce 1920 se žádné fotografie nedochovaly, pravděpodobně přestala fotografovat úplně. Obrázky Ellisif Wesselové jsou jedinečnou dokumentací lidí, budov a kulturní krajiny ze starého Sør-Varangeru na přelomu minulého století. Varanger muzeum vlastní sbírku jejích fotografií, asi v počtu 500 motivů a větší sbírku vlastní také Norské lidové muzeum.
Několik jejích fotografií lze také vidět na Finnmarksbilder – službě pod záštitou Finnmark County Library, na webových stránkách Himmelstigen a Digital Museum.

## Politika
Při cestování po okolí si také více uvědomovala rozšířenou chudobu v regionu a stala se politickou aktivistkou. Poté, co volila liberální stranu ve své rané dospělosti, stala se členkou Labouristické strany roku 1904.
Její politický aktivismus spolu s jejím manželem, který byl zvolen starostou, byl rozšířený. Zvali veřejné řečníky („agitátory“) a ubytovali ruské uprchlíky po neúspěšné revoluci v roce 1905. Překládala revoluční literaturu z ruštiny a němčiny a v roce 1906 byla hybnou silou při zakládání místní odborové organizace Nordens Klippe, kde se stala sekretářkou i pokladnicí.
Přispívala do novin a časopisů dělnického hnutí, ale byla kontroverzní. Je zmiňována ve většině knihách o norském dělnickém hnutí, stejně jako v mnoha knihách o historii Norska. V důsledku toho provozovala vlastní periodikum Klasse mot Klasse v letech 1914 a 1915. V roce 1914 vydala také dětskou socialistickou knihu Den lille socialist. Publikovala také básně: Vinter og Vaar (1903), Nye smaavers (1904) a Det kalder. Postupně se stále více ztotožňovala se syndikalisty, přispívala do publikací Revolt, Direkte Aktion, Solidaritet a Alarm. Po ruské revoluci ona a její manžel podporovali Sovětský svaz, ale nikdy se nepřipojili ke komunistické straně.
Zemřela 28. listopadu roku 1949 v Kirkenes, bylo jí 83 let.

## Galerie

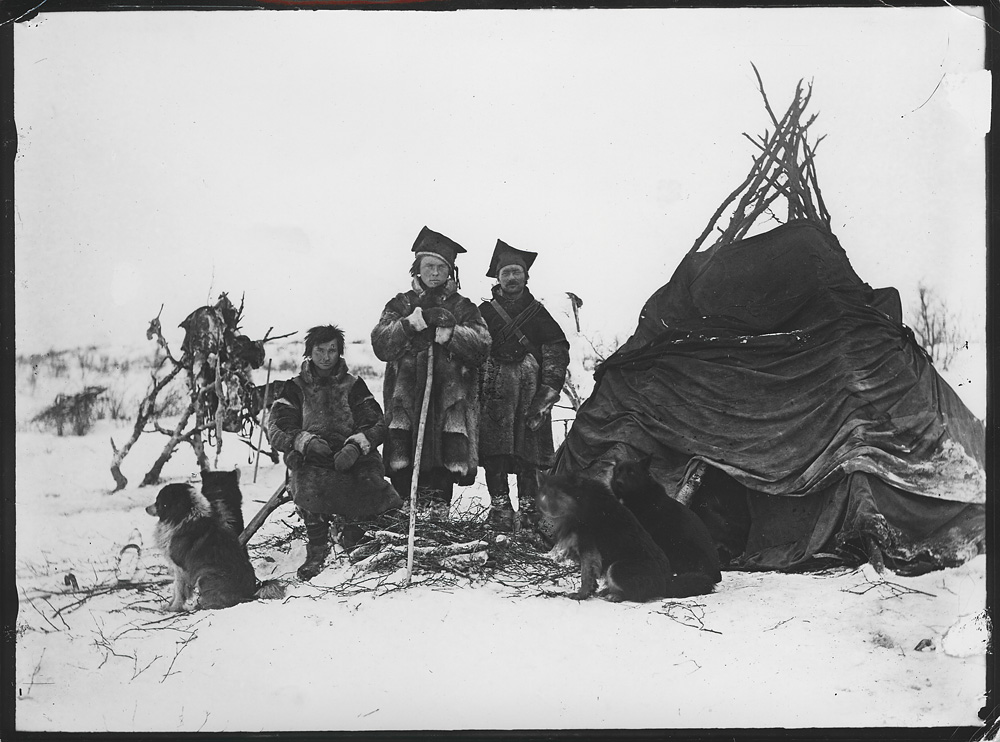
Skoltští Sámové se svými psy před stanem, západně od Langfjordvannu, Sør-Varanger
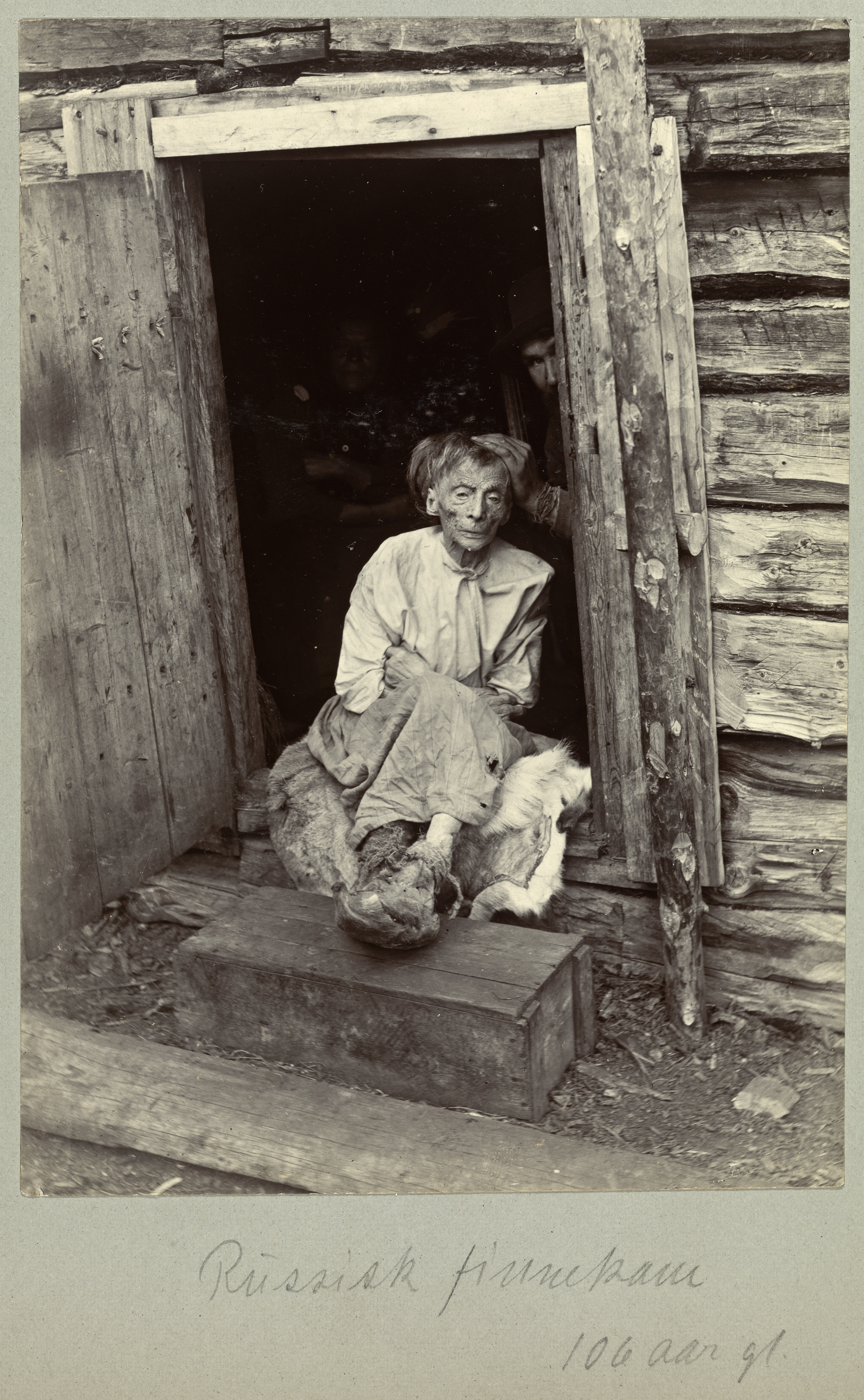
Žena asi 100 let, originál pochází z alba, které vlastní docent a geolog Adolf Larsen Dal (1863–1948)
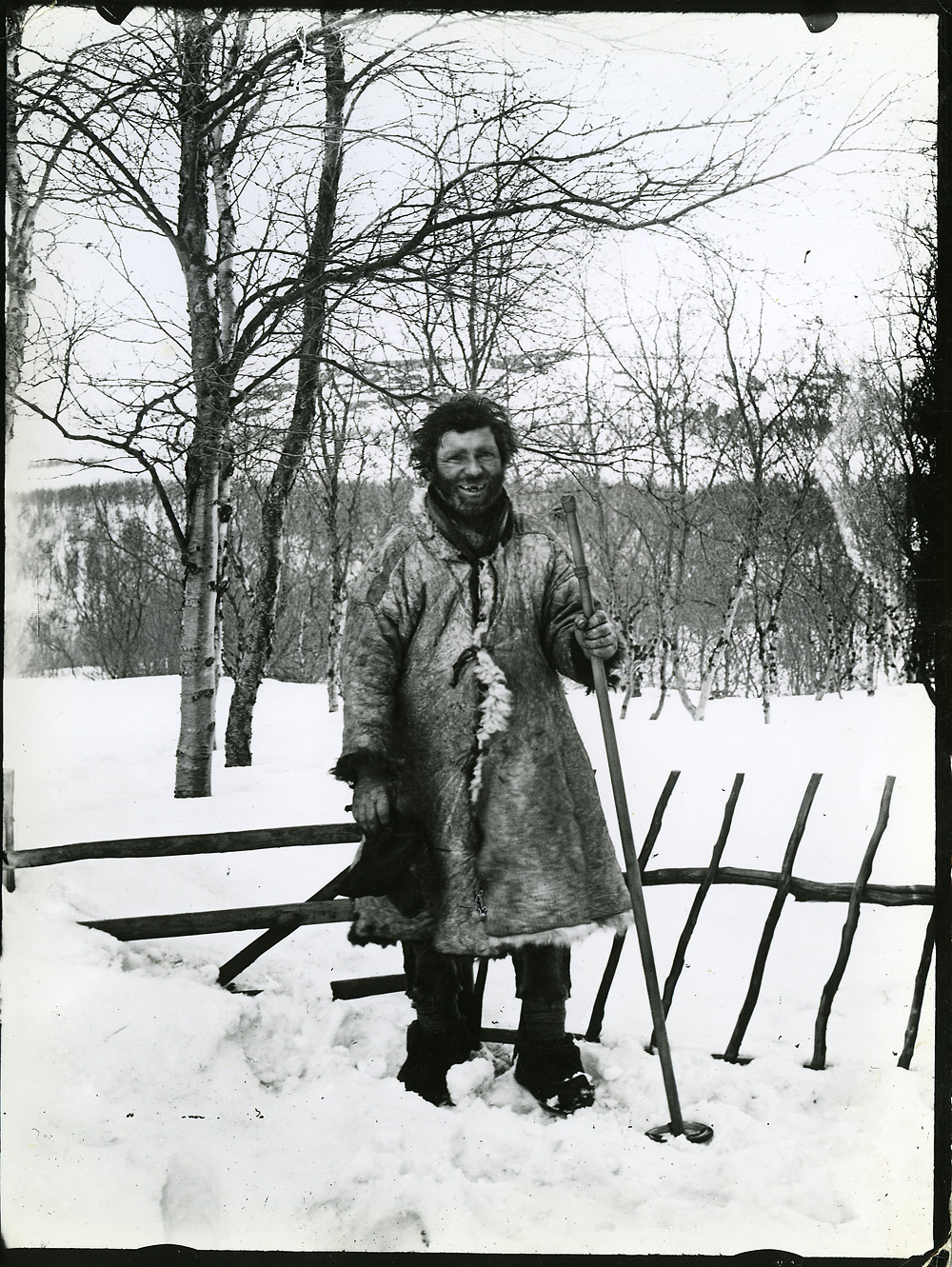
Portrét muže s lyžařskou holí, Korsfjord, 1905
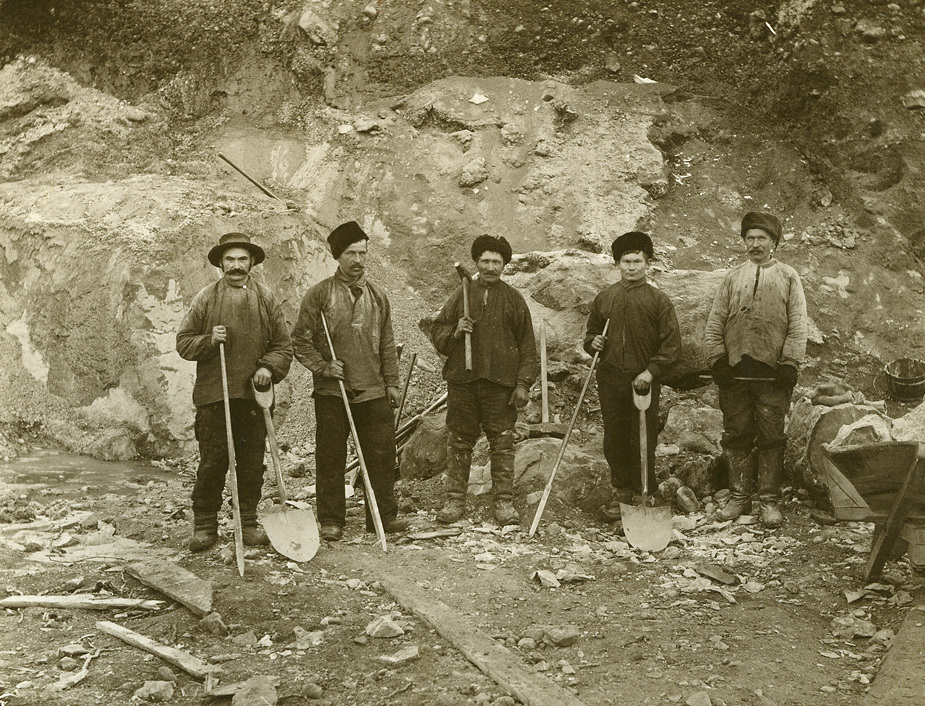
Skupinový portrét pěti dělníků, Kirkenes 1907
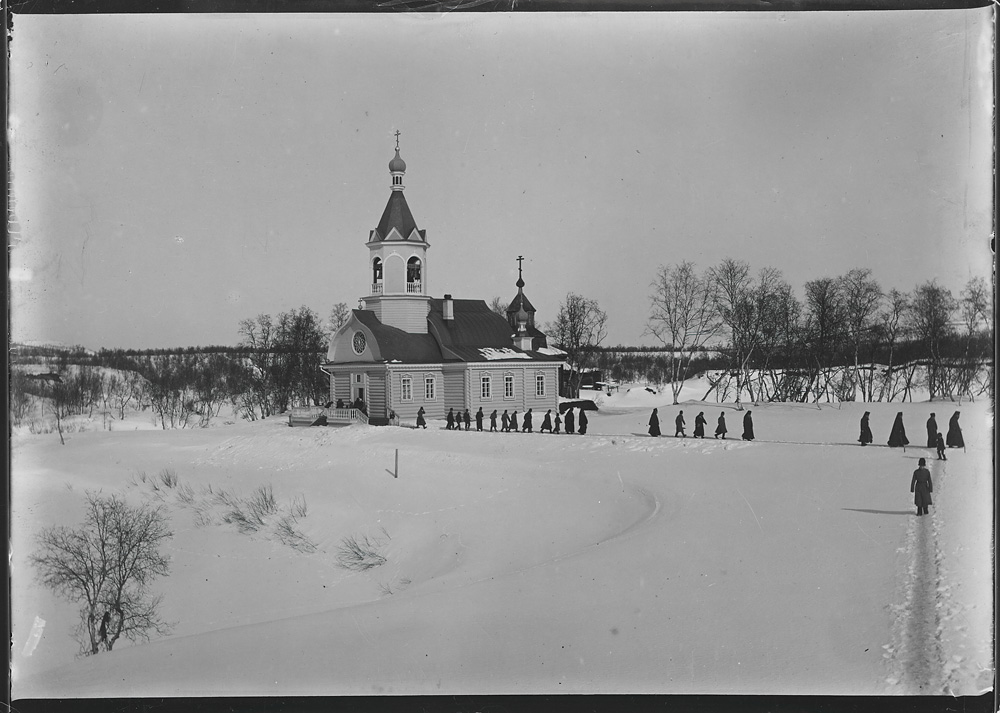
Klášterní kostel Petsjenga v zimní krajině, kněží na cestě domů, asi 1911
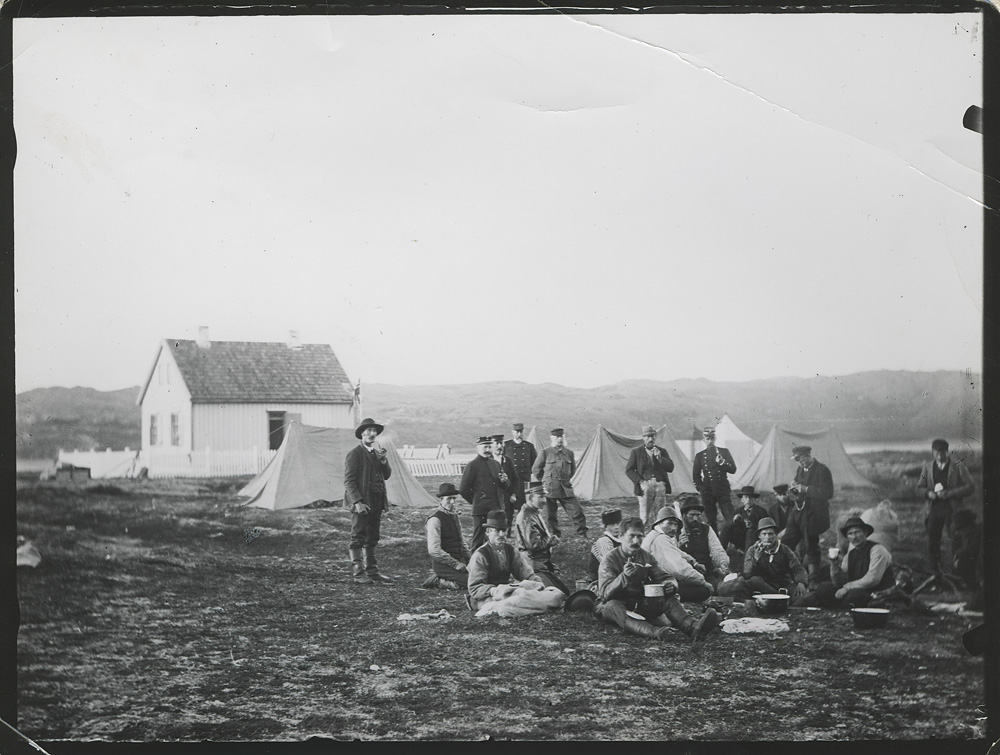
Dělníci pracují na budování telegrafu v obci Grense Jakobselv
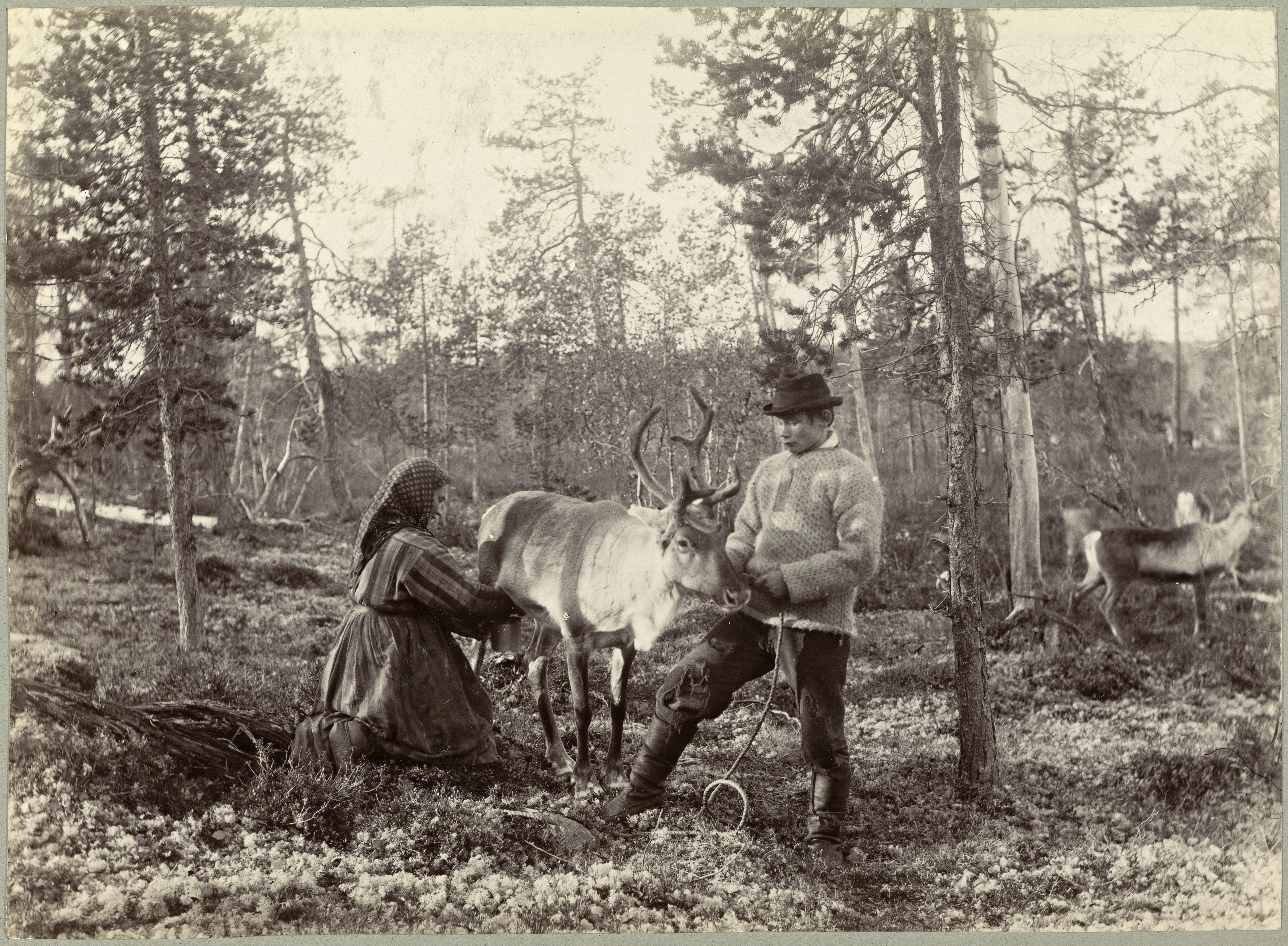
Dojení sobů, z Pasvikdalen ve východním Finnmarku na konci 19. století - typické pánské oděvy Kvenů. Kvenové se stěhovali ze severního Finska a severního Švédska do severního Norska po několik set let. V Norsku byli v roce 1998 uznáni za národnostní menšinu. 1890-1900
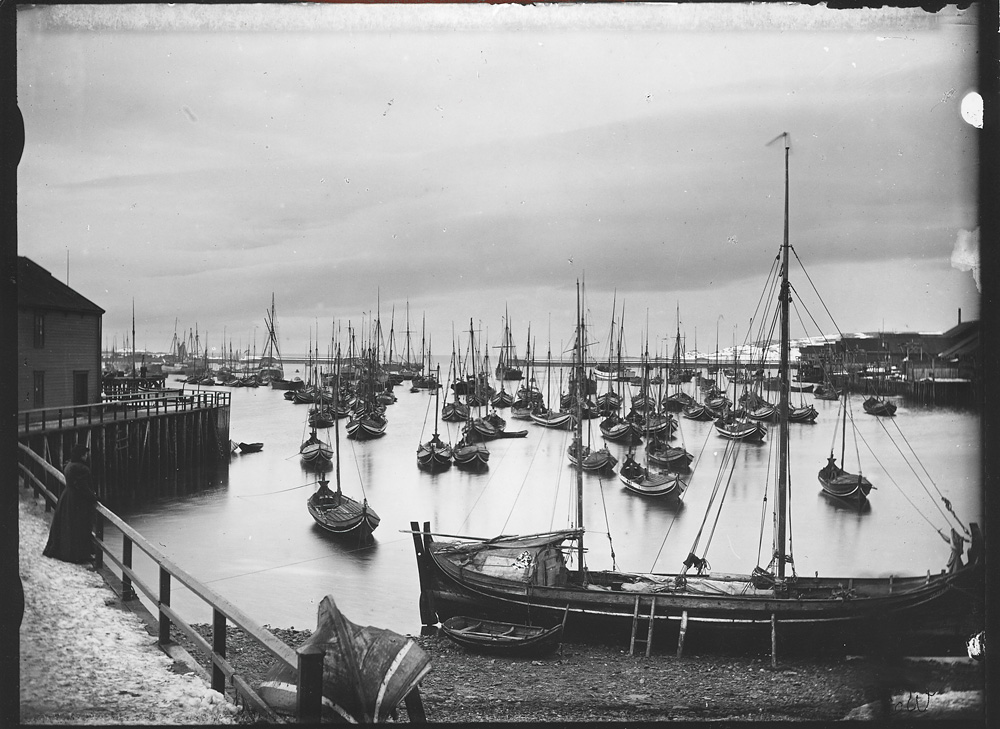
Rybářské lodě, Vardø, 1890-1920